# どさんこサンデー
『どさんこサンデー』（Dosanko Sunday）は、2001年10月7日から2006年9月24日まで札幌テレビ放送（STV）で毎週日曜日 7:00 - 8:00 （JST）に生放送されていた情報番組。

## 概要
道内では初めて日曜朝に生放送し、同時に当時全国の民間放送では唯一この時間帯に生放送していたローカル番組。内容は道内の朝一番のニュースと天気予報、特集コーナーやレジャー情報などで構成されていた。同局報道部が制作し、答弁の事前すり合わせや傍聴者への待遇の悪さが問題となっている北海道議会の改革を提唱するなど内容は硬派。早朝ながら政治家など著名人の生出演も多かった。
2004年4月より、『NNNニュースサンデー』から天気予報をはさみ、ステーションブレイク無しで放送開始していた。
番組当初はライブ感を演出すべく同局敷地内にあった「札幌メディアパーク・スピカ」2階にあるイタリアンレストラン「カフェ・サルーテ」内にセットを組んで外景が見える形で放送していた。2006年3月から番組終了までは新設されたニュース情報センター「D.Tera.s」（ディーテラス）から放送していた。
毎年8月下旬に行われる『24時間テレビ 「愛は地球を救う」』放送時には同番組のローカル枠に内包される形で放送していた。
北海道における日曜早朝の番組として定着していたものの、2006年9月24日の放送をもって終了。スポンサー枠もすべてが埋まっていたという状態での突然の番組終了であった。番組が終了する半年前に『D!アンビシャス』の筆頭スポンサーでもある北海道電力がSTVの主要株主（持株比率第2位）となっている。
終了の理由は番組サイトでも一切明かされていないが、この番組に何度も出演した元ニセコ町長の逢坂誠二衆議院議員は、公式サイトの中で自ら録画してまで視聴していた事を明らかにし、その上で「効率化を理由にして独自放送を縮減することは、ローカル局の存在理由を放棄することに他ならない」とSTV経営陣の姿勢を厳しく非難した。
当番組打ち切り後、STVは日曜日午前枠における自社制作の生放送番組をレギュラー放送しなかったが、2012年4月8日から二海郡八雲町出身の俳優・伊吹吾郎が司会のバラエティ番組『マハトマパンチ』がスタートし、5年半ぶりに復活することになり2015年8月まで放送された。
その後、2020年4月からは「どさんこワイドにちようび」として日曜に「どさんこ」を冠した番組が再度放送されているが、生ワイドではなく基本的にその週の「どさんこワイド」並びに「どさんこワイド朝」の主要内容のダイジェスト番組としており、知床遊覧船沈没事故発生時といった緊急時の報道特番枠としても使用されている。

## キャスター
- 森中慎也（メイン司会）
- 寺田礼子（サブ司会）
- 岡崎和久（リポーター）
- 日本気象協会北海道本部所属気象予報士 - 週交代で出演、4人の気象予報士が週代わりで独自の予報を発表。道内各地と札幌市内各地の予報を5つの時間帯（9 - 12時、12 - 15時、15 - 18時、18 - 21時、21 - 0時）に区切って発表し、次回出演時に前回分の予報的中率が発表された（対象は札幌・函館・旭川・釧路・網走・稚内）。2003年10月以前は持田浩一人だけだった
  - 北原宏之
  - 石掛貴人
  - 中井美雅
  - 長谷川裕子

## 主なコーナー
- SUNDAYニュース
- DS特集
- 気象予報士の天気予報

### 過去の出演者
- 柳澤利幸（元STVアナウンサー、現在は営業部門）
- 日下部愛（元STVアナウンサー、現在は結婚し米国在住）
- 相本幸子（元STVアナウンサー、現在はショップチャンネルキャスト）
- 伊藤直哉（北海道大学大学院助教授）

## オープニングテーマ
- 大黒摩季「friendship」（アルバム「RHYTHM BLACK」より）